# Micrathena sagittata
Espèce
Synonymes
- Plectana sagittata Walckenaer, 1841
- Epeira spinea Hentz, 1850
- Acrosoma bovinum Thorell, 1859
- Micrathena comstocki Archer, 1951

Micrathena sagittata est une espèce d'araignées aranéomorphes de la famille des Araneidae.

## Distribution
Cette espèce se rencontre au Canada, aux États-Unis, au Mexique et en Amérique centrale.
Au Canada, elle a été observée en Ontario et aux États-Unis au New Hampshire, au Massachusetts, au Rhode Island, au Connecticut, dans l'État de New York, au New Jersey, en Pennsylvanie, au Maryland, en Virginie, en Virginie-Occidentale, en Ohio, au Michigan, en Indiana, en Indiana, au Illinois, au Wisconsin, au Minnesota, en Iowa, au Nebraska, au Kansas, au Missouri, au Kentucky, au Tennessee, en Caroline du Nord, en Caroline du Sud, en Géorgie, en Floride, en Alabama, au Mississippi, en Louisiane, en Arkansas, en Oklahoma et au Texas.

## Description

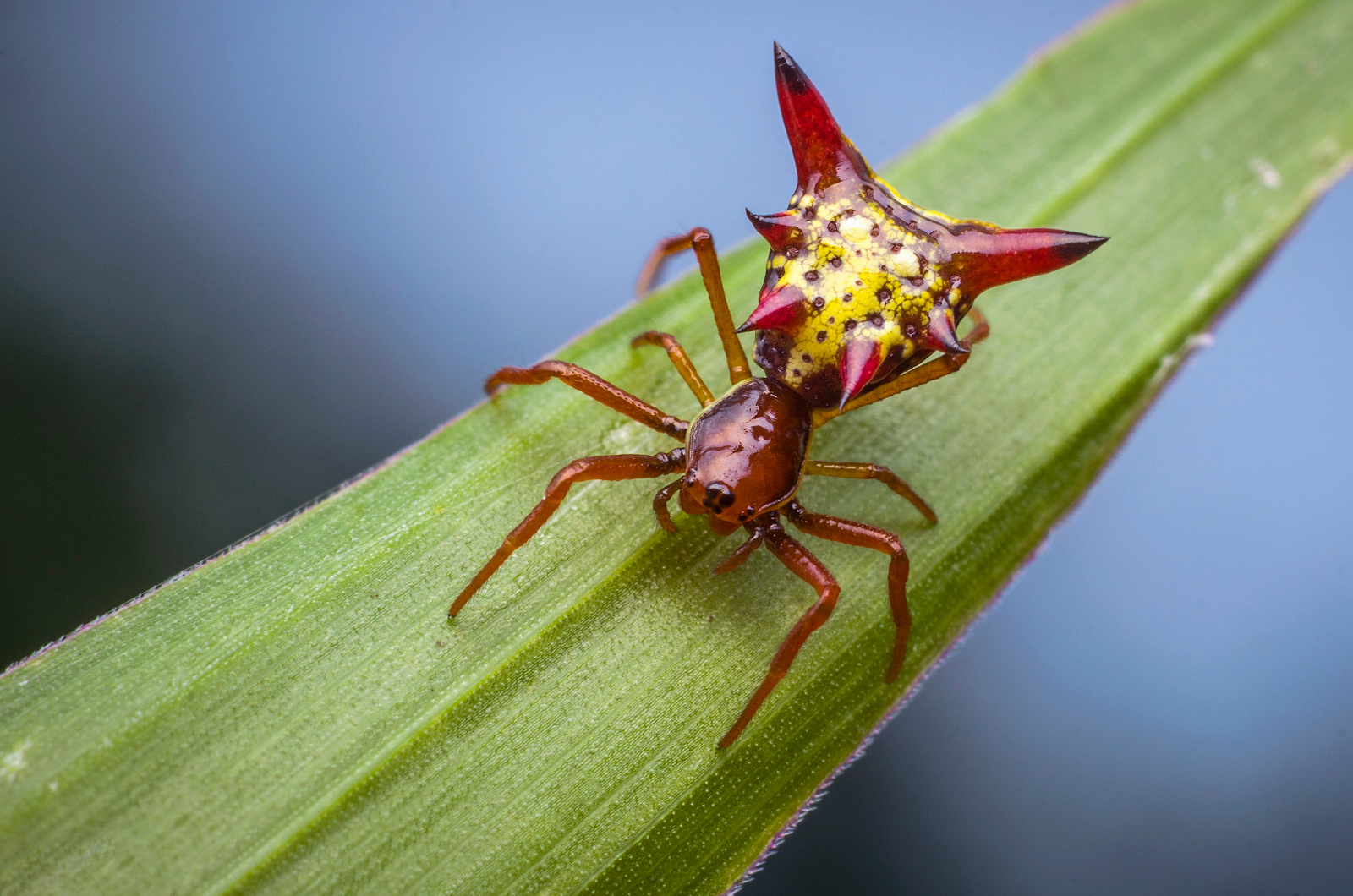
Micrathena sagittata ♀

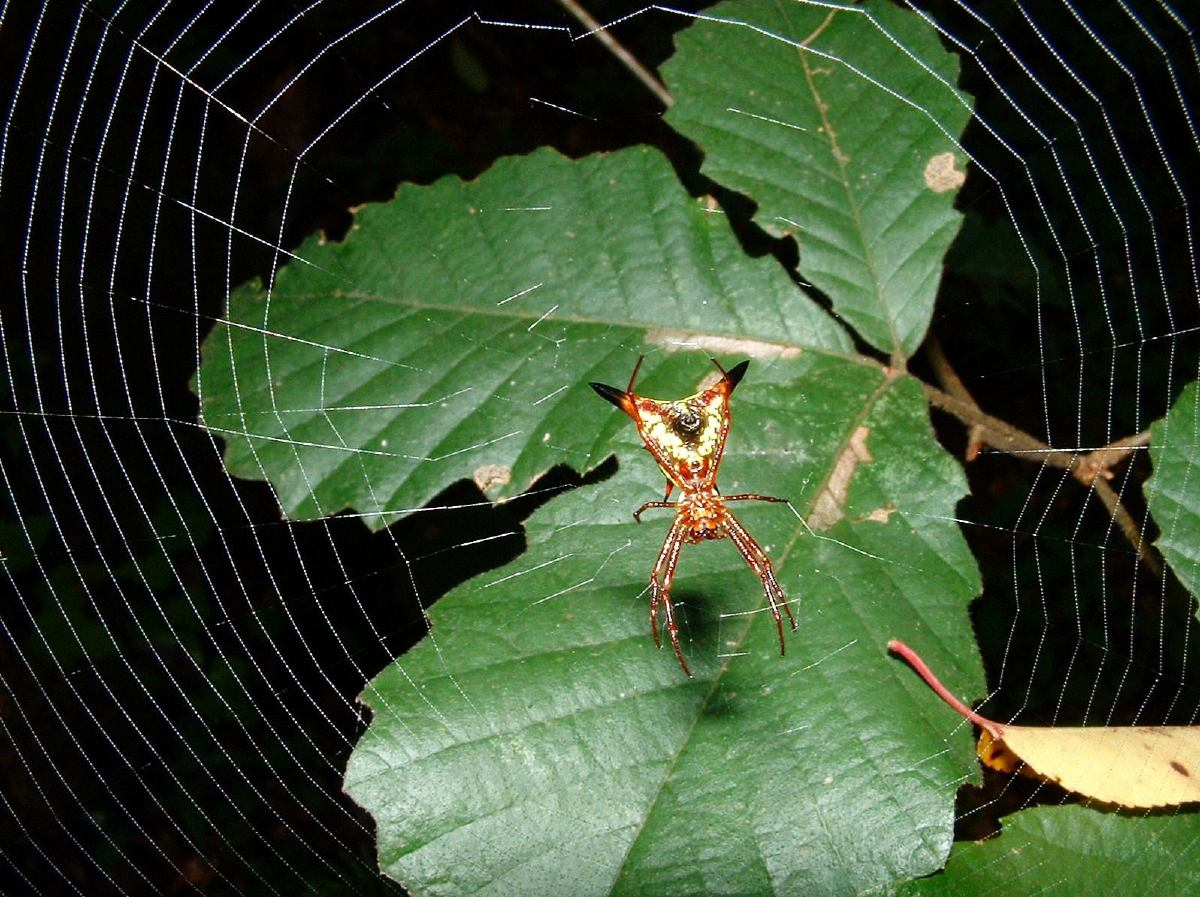
Micrathena sagittata sur sa toile

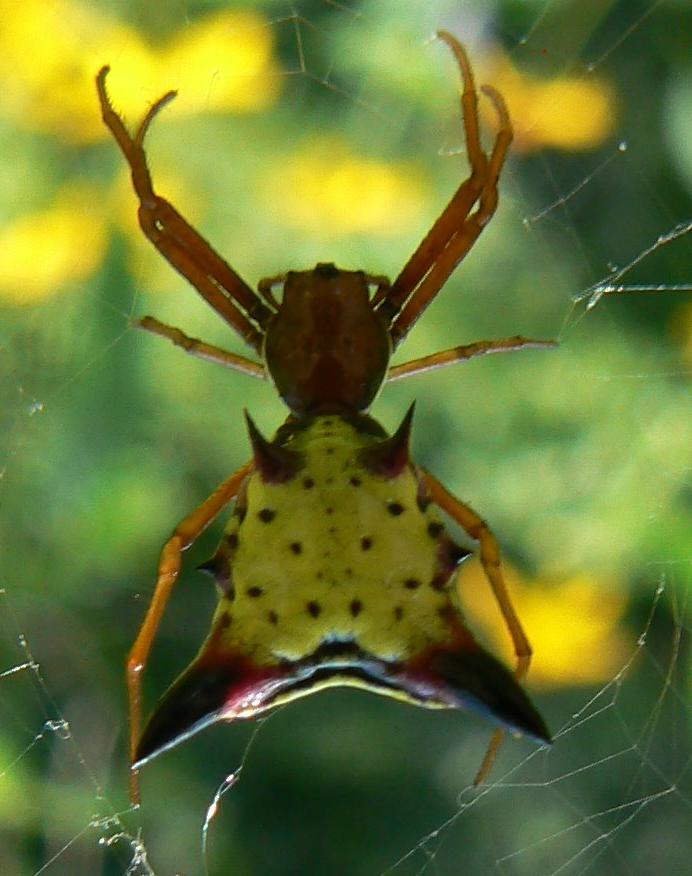
Micrathena sagittata

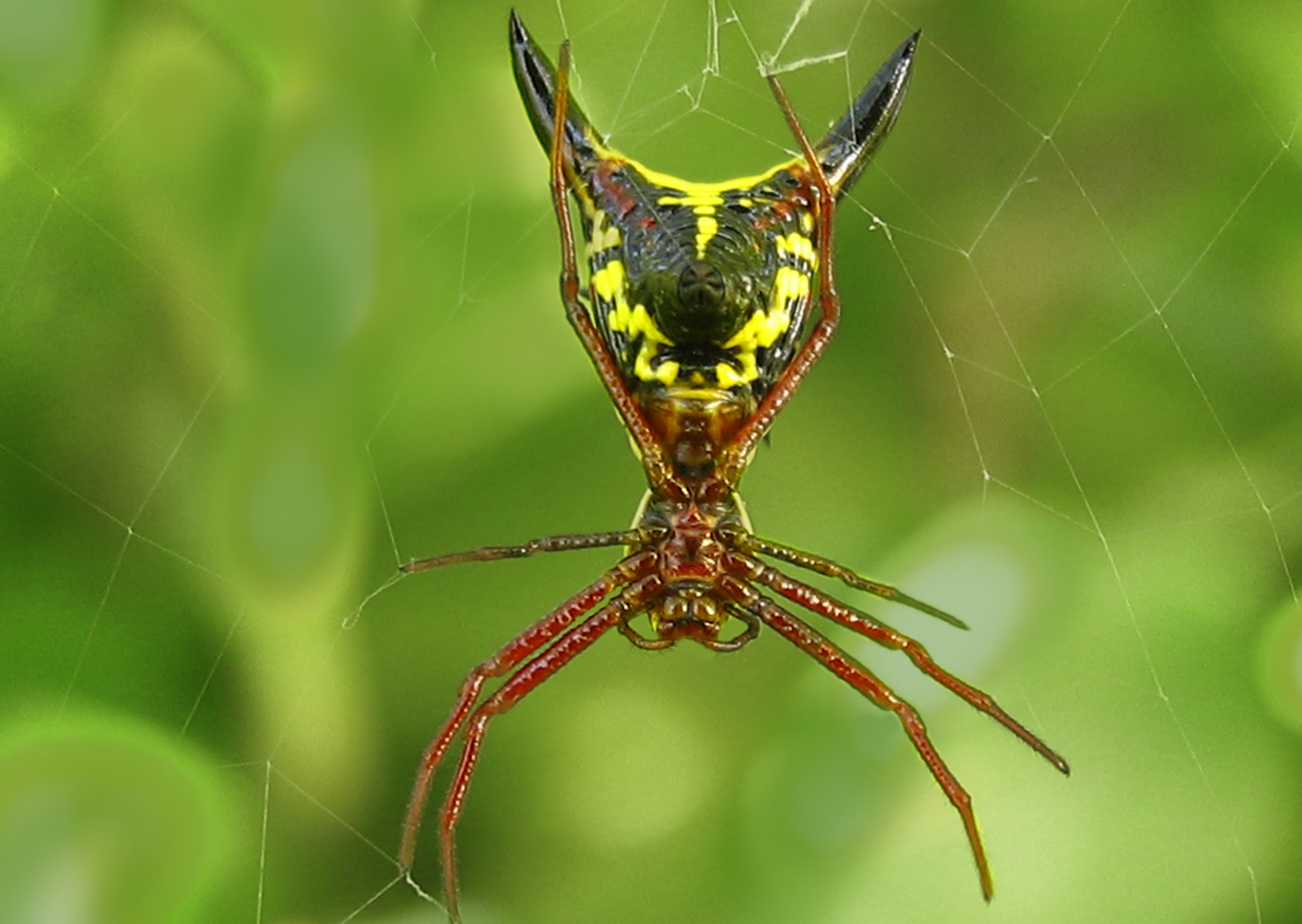
Micrathena sagittata

Les mâles mesurent de 4,2 à 5,9 mm et les femelles de 5,4 à 9,4 mm,.

## Publication originale
- Walckenaer, 1841 : Histoire naturelle des insectes. Aptères. Paris, vol. 2, p. 1-549 (texte intégral).